# Нумізматика

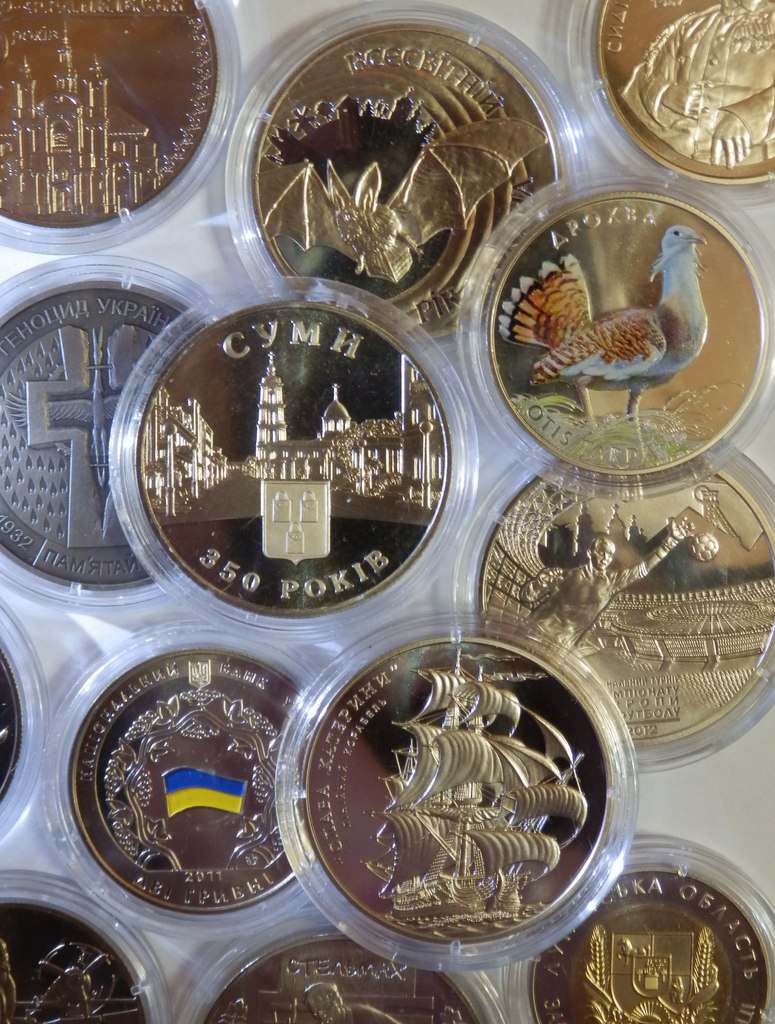
Ювілейні монети України в капсулах

Нумізма́тика (від лат. numisma, грец. nómisma — монета) — історична дисципліна, що вивчає монети, гроші та медалі як джерело історичних, економічних, політичних і культурних знань, а також історію грошового обігу та монетного виробництва, процеси фальшування монет та банкнот. Також слово нумізматика вживають на позначення різновиду колекціонування.

## Історія
Термін «нумізматика» почали вживати у часи Середньовіччя як назву науки про монети. Об'єктом вивчення нумізматики є також бони (таким чином, боністика як наука є підрозділом нумізматики). Нумізматика вивчає монети в різних аспектах — мистецькому, економічному, політичному тощо.
Нумізматика має багатовіковий шлях розвитку та бере свій початок від звичайного колекціонування монет. Більшість сучасників відносять початок нумізматики — як звичайного колекціонування монет — до доби Відродження, хоч існують припущення про збирання монетних колекцій ще в Стародавньому Римі. У XIV–XVI століттях з'являється значна кількість нумізматичних збірок, створюються основні принципи і форми нумізматичного колекціонування. Монетні збірки починають комплектуватися за тематичним і хронологічним принципами. Виділяється окремий напрям нумізматичного колекціонування — збирання та вивчення медалей. Колекції монет збирають не тільки можновладці, а й представники культури і мистецтва.
Серед найвідоміших колекціонерів цієї доби можна назвати папу римського Павла II (1464–1471 роки), італійських гуманістів Франческо Петрарку (1304–1374 роки) і Джованні Бокаччо (1313–1375 роки), Еразма Ротердамського (1469–1536 роки) та інших. У середині XVI століття в Європі вже налічувалося близько 1000 нумізматичних збірок. Виникають перші інвентарні описи колекцій.
До кінця XVI століття абсолютна більшість вчених-нумізматів обмежується дослідженням античного періоду, і лише на межі XVI–XVII століть з'являються праці з нумізматики доби Середньовіччя.
Із розвитком абсолютизму в багатьох столицях європейських держав виникають мюнцкабінети, які вважаються необхідною частиною придворного музею чи королівської бібліотеки. Серед найбільших нумізматичних збірок і відповідно наукових центрів Європи XVII–XVIII століть виділяються:
- Імператорський мюнцкабінет у Відні, який веде свій початок від збірки королів — Габсбургів: Фрідріха III (1440–1493 роки), Максиміліана I (1493–1519 роки) та Фердинанда І (1556–1564 роки).
- Кабінет медалей Національної бібліотеки в Парижі, започаткований з колекцій багатьох французьких королів, збірки Людовика XIV (1643–1715 роки).
- Королівський мюнцкабінет у Берліні, збірку якого започаткували колекції бранденбурзьких курфюрстів XVI–XVII століть.
- Британський музей у Лондоні, сформований на основі дарувань та купівель колекцій різних осіб.
- Ермітаж у Санкт-Петербурзі, заснований Катериною II (1762–1796 роки).

Засновником нумізматики як науки традиційно вважається директор Імператорського мюнцкабінету у Відні Йозеф Іларіум Екгель (1737–1798 роки), який написав восьмитомну працю «Doctrina numorum veterum» («Учення про стародавні монети», Відень, 1792–1798 роки), що досі не втратила своєї наукової ваги. Він започаткував систематизацію античних монет на основі історико-географічного принципу, розподіливши монети в хронологічному порядку. Цим дослідником були закладені основні принципи опису монет: метал, вагова система, типологія і техніка виробництва.
Перші лекції з нумізматики були прочитані у XVIII столітті в університетах міста Галле (Німеччина) та міста Упсала (Швеція). В XIX столітті нумізматика стає університетською дисципліною. 1836 року в Парижі починає видаватися «Revue Numismatique», а в Лондоні — «Numismatic Jurnal» (з 1838 року — «The Numismatic Chronicle»), з 1860–1870-х років у Відні виходить «Numismatiche Zeitschrift», а в Берліні — «Zeitschrift fur Numismatik».
У багатьох країнах Європи виникають нумізматичні товариства: в 1836 році засновується Королівське нумізматичне товариство в Лондоні, в 1841 — Бельгійське королівське нумізматичне товариство, у 1843 — Нумізматичне товариство в Берліні тощо.
Найстарша і найширша група в нумізматиці — давньогрецькі монети.

## Основні етапи розвитку нумізматики
1. Донауковий (ілюстративний) етап — період до кінця XVII століття.
2. Класифікаційно-описовий етап — період від кінця XVII століття до кінця XIX століття. У цей період головними завданнями для себе дослідники вважали визначення, атрибуцію і опис монет
3. Етап системного вивчення нумізматичного матеріалу — період від межі XIX–XX століть і донині. Перед дослідниками стоять завдання комплексного дослідження певних груп монет і скарбів, монетних знахідок однієї археологічної пам'ятки, однієї території чи одного періоду.

## Основні завдання
Основними завданнями нумізматики є: всебічне джерелознавче дослідження монети і пов'язаних з нею відомостей інших джерел; реєстрація монет і монетних знахідок; комплексне дослідження сукупностей монет та монетних знахідок; розробка методів дослідження монет та монетних знахідок; дослідження грошового обігу на основі нумізматичних та писемних джерел, конкретного прояву товарно-грошових відносин; вивчення техніки та умов виготовлення монет та монетних знаків.

## Предмет науки
Нумізматика вивчає історію монетного карбування та грошового обігу за монетами, грошовими злитками, та іншими пам'ятниками (монетними штемпелями, документацією). Вивчення монети як засобу грошового обігу, державного документа, виробу ремесла та мистецтва епіграфічного джерела відбувається у тісному зв'язку з використанням інших історичних джерел — писемних та археологічних.

## Нумізматичні джерела
У розв'язанні своїх сучасних завдань нумізматика спирається на два типи нумізматичних джерел: основні та допоміжні.

### Основні джерела
До основних нумізматичних джерел відносять: окремі монети (включаючи зливки, монетні знаки; монетні знахідки; матеріали та інструменти монетного виробництва; вагові гирьки (для зважування окремих груп монет). До цієї групи джерел належать також і монетні штемпелі, котрі зберігаються в музейних збірках Відня, Берліна, Дрездена, Санкт-Петербурга.

### Допоміжні джерела
До допоміжних нумізматичних джерел відносять: примітивні гроші, товаро-гроші; медалі, жетони, знаки; печатки; писемні джерела; паперові грошові знаки.
Дослідження техніки виготовлення монет також суттєво допомагає у їх визначенні та є одним із завдань сучасної нумізматики. Монетне виробництво своєю чергою поділяється на два основні етапи: ручне (у добу античності та середньовіччя) та машинне (з XVI століття). Існували дві відмінні техніки виготовлення монет: лиття та карбування. Більшість монет виготовлено у техніці карбування; лиття використовували у Давній Греції і Римі.

## Систематизація
Для найважливіших нумізматичних джерел — окремих монет та монетних знахідок — існують свої принципи систематизації. Закладені наприкінці XVIII століття Йозефом Еккелем основи систематизації для окремих монет за історико-географічним принципом з часом удосконалювалися й корегувалися, однак принцип систематизації Еккеля визнається абсолютною більшістю дослідників.
На відміну від окремих монет, у систематизації монетних знахідок існують багато підходів. На сучасному етапі найпродуманішою виглядає систематизація, запропонована російським дослідником В. Потіним. Всі знахідки, за Потіним, поділяються на три великі категорії: економічні, культові, етнографічні. Своєю чергою кожна з груп складається із скарбів і окремих (поодиноких) знахідок.
- Скарби економічної категорії відносяться до короткого чи тривалого часу накопичення. До скарбів тривалого накопичення, як правило, належать князівська чи монастирська казна. Монети в культурних шарах поселень та випадкові знахідки становлять два різновиди поодиноких знахідок.

- Скарби категорії культурних знахідок (групи монет у похованні як атрибут професії, монети у фундаментах споруд) поділяються на знахідки короткого чи довготривалого часу накопичення (монети в жертовних місцях), вільні знахідки — це «обол мертвих» та поодинокі монети, заховані при закладці споруд.

- Скарбами етнографічної категорії є речові скарби, до складу яких входять монети-прикраси. Поодинокими знахідками тут є монети-прикраси у вигляді імітацій у похованнях і культурних шарах.

В останній час у зв'язку з поширенням підводних досліджень виокремлюють ще одну групу — скарби затонулих кораблів, до яких відносять монети — власні гроші членів команди чи пасажирів, монетну казну державної установи чи торговельної компанії, скарби піратських кораблів.

## Понятійний апарат
Нумізматика має досить великий понятійний апарат. Її основними поняттями є: монетний тип — сукупність елементів зображень, легенд; легенда — напис на монеті; номінал — позначення на монеті її вартості; аверс — лицьовий бік монети; реверс — зворотний бік монети; гурт — оброблений край; проба — вміст чистого дорогоцінного металу в монеті; лігатура — домішки недорогоцінних металів у монеті та інші поняття.

## Методи нумізматичних досліджень
До сучасних методів нумізматичного дослідження належать:
- визначення монети — час і місце випуску, її номінал; технічні особливості виробництва монети; метал, вага і розмір монети. Монета вважається визначеною, якщо є посилання на відповідну літературу. Якщо монета не була раніше опублікована, на ній відсутні безпосередні (прямі) відомості про час та місце її випуску, то це вважається не визначенням, а атрибуцією монети.
- датування окремих монет і груп за скарбами. Аналіз скарбового матеріалу за хронологічним, типологічним, метрологічним, топографічним показниками дозволяє досить точно визначити окремі монети, періоди обігу певних груп монет.
- метод порівняння монетних штемпелів — дозволяє визначити хронологію випуску монет (цей метод є особливо актуальним для монет, які не мають дат).
- технічні методи — з'ясування якісного і кількісного складу монет. Тут використовують спектрографічний, рентгенофлюорисцентний і нейтронно-активізаційний методи. 1970 року в Лондоні відбувся спеціальний симпозіум, присвячений хімічним і металургійним методам дослідження монет.
- робота з мікроскопом, макро- й мікрофотографія.
- математичний метод. Використовують для врахування вагових характеристик та для кількісного аналізу певних груп монет, адже нумізматика оперує великою базою кількісного матеріалу. Використовують комп'ютерну техніку.
- зіставлення даних нумізматики з писемними та іншими історичними джерелами.

Історія грошового обігу до XX століття розглядалася здебільшого в політичній економії та економічній історії, але нові методи дослідження монет та монетних скарбів вимагають розглядати історію грошового обігу як одну з головних складових нумізматичної науки.

## Нумізматика в різних країнах світу

### Розвиток нумізматики в Україні
Початок розвитку української нумізматики значною мірою визначався загальним станом науки тих країн, до складу яких входили українські землі: Російської держави, Речі Посполитої, Австро-Угорщини. При цьому в Росії нумізматика вважалася галуззю історичної науки, а в Австрії — розділом юриспруденції.

#### У складі Австро-Угорської імперії
Розвиток нумізматики на західноукраїнських землях пов'язується з освітніми закладами, насамперед із Львівським університетом, де у 1784 році імператором Йосипом II було засновано кафедру дипломатики, геральдики та нумізматики на чолі з учнем Еккеля Готфрідом Уліхом (1743–1794 роки) та університетську збірку монет — найпершу в Україні академічну колекцію. Крім збірки Львівського університету, у Львові існували великі колекції монет і медалей у Національному закладі імені Оссолінських, Науковому товаристві імені Шевченка, Українському Народному домі. Далеко за межами Львова були відомі власники Г. Павліковський, В. Дзєдушицький, Ф. Висоцький, О. Чоловський, Р. Менкіцький.
Нумізматичні колекції і знахідки значною мірою слугували цінним джерелом у наукових студіях Михайла Грушевського (Молотівське срібло // ЗНТШ. Львів, 1898. Т. 25).

#### У складі Російської імперії
На українських землях Російської імперії основними збірками нумізматичних колекцій та осередками розвитку нумізматики були Київський та Харківський університети, Ніжинський історико-філологічний ліцей, а також музейні колекції південних областей, які стали першими нумізматичними збірками на цій території. Музейні установи цих областей підпорядкувалися створеному в 1839 році Одеському товариству історії і старожитностей. Записки Одеського Товариства стали головним рупором у розвитку нумізматики півдня, в них публікуються М. Мурзакевич, О. Блау, Василь Григор'єв та інші. З Одесою пов'язується і ім'я визначного дослідника-нумізмата П. Бурачкова.
Однією з найстаріших колекцій України було зібрання Київського університету святого Володимира, утворене у 1837 році з ліквідованих після польського повстання збірок Кременецького ліцею та Віленського університету. Значну частину цих збірок становила колекція останнього польського короля Станіслава Августа. До колекції було приєднано збірку Уманського василіянського училища, Луцького та Почаївського дворянських училищ, пізніше — Теофільпольського дворянського училища. Монети цих збірок, надходження від приватних осіб, численні нові знахідки перетворили на початку XX століття київський мюнцкабінет на одну з найбільших збірок Російської імперії. Значний внесок у впорядкування колекцій мюнцкабінету зробили Павло Ярковський, І. Багриновський, М. Якубович, Андрій Красовський, Я. Волошинський, К. Страшкевич. «Золотим віком» цього кабінету називають період з 1872 по 1906 роки, коли його хранителем був видатний історик, археолог і нумізмат Володимир Антонович. Були нумізматичні колекції і в Харківському університеті, і в заснованому у 1872 році музеї при Київській духовній академії.
Характерною особливістю української нумізматики XIX-початку XX століть були поява топографічних зведень нумізматичних знахідок окремих регіонів України: Волинської (І. Орлов), Київської (Микола Біляшівський), Харківської (В. Данилевич), Чернігівської (Валентин Шугаєвський) губерній.
Переважну частину відомих у науці на кінець XIX-початку XX століть знахідок монет було включено до «Археологічних карт», де наводиться велика кількість фактичного нумізматичного матеріалу (Володимир Антонович, Дмитро Багалій, В. Гошкевич, О. Сіцинський).

#### У складі Радянського Союзу
Після 1917 року основні нумізматичні дослідження зосереджуються в Москві й Ленінграді. При Академії історії і матеріальної культури створюється комісія з нумізматики та гліптики. Було продовжено роботу над складанням топографії монетних знахідок: празьких грошів (О. Сиверс), західноєвропейських монет (М. Бауер), монетних гривен (О. Ільїн). На території України нумізматичні дослідження продовжуються завдяки наполегливій праці окремих нумізматів — Валентина Шугаєвського (грошовий обіг Чернігівщини, середньовічні монети), С. Коршенка (античні, середньовічні монети), Василя Ляскоронського (римські монети).
Помітною подією 1920-х років стала дискусія з приводу можливого карбування монет Богданом Хмельницьким, розгорнута на сторінках різних періодичних видань. Приводом для неї стала праця Михайла Слабченка з історії української економіки, де автор, посилаючись на окремі повідомлення письмових джерел, стверджував, що Богдан Хмельницький карбував свою, «власне українську монету». Частина дослідників (Іван Крип'якевич, Ілько Борщак) підтримали цю гіпотезу, інші (нумізмат Валентин Шугаєвський, Микола Петровський) категорично заперечили її.
У 1926 році з метою розвитку нумізматичних досліджень у ВУАН було створено секцію нумізматики (Василь Ляскоронський, Валентин Шугаєвський). У 1960-х роках у Києві було випущено п'ять випусків періодичного фахового часопису «Нумізматика і сфрагістика». У другій половині XX століття різноманітні проблеми нумізматики, у тому числі і українських земель, розроблялися В. Потіним (західноєвропейські монети XI–XII століть), М. Сотниковою, І. Спаським, В. Яніним (давньоруські, російські монети, гривні), В. Кропоткіним (візантійські монети), Н. Соболевою (празькі гроші), В. Рябцевичем (грошовий обіг Білорусі та Чернігівщини).

#### Незалежна Україна
Після здобуття Україною незалежності, посилився інтерес до історії та розвитку української нумізматики. Багато забутих імен та фактів повернено до наукового обігу завдяки наполегливій праці українських дослідників Р. Ярушевої-Омелянчик, Б. Гарбуза, З. Зразюк, Т. Ізбаш, Н. Турмис.
В Україні античні монети досліджували Петро Каришковський, О. Коцієвський, В. Анохін, С. Булатович, Є. Туровський, римські — Михайло Брайчевський, Кирило Мизгін, середньовічні — Микола Котляр, В. Зварич, Р. Шуст, А. Крижанівський, Н. Стрижакова, З. Зразюк, О. Погорілець, Р. Саввов, В. Шлапинський, С. Пивоваров, О. Огуй, В. Безпалько, монети країн Сходу — К. Хромов, Ю. Зайончковський, Л. Булава, А. Шостопал, підробки монет у грошовому обігові — А. С. Бойко-Гагарін, монет держав Хрестоносців — В. М. Орлик.
Від 1996 року започатковано довідково-інформаційний журнал українських колекціонерів — «Нумізматика і фалеристика». У 1999–2000 роках двічі на рік видавався науково-популярний історико-культурний часопис «Українська нумізматика і боністика» (як додаток до «Вісника НБУ»). 2004 року у Львові започатковано часопис «Львівські нумізматичні записки».
У 2011 році розпочато регулярне проведення міжнародної наукової конференції «Актуальні проблеми нумізматики у системі спеціальних галузей історичної науки», що здійснюється за ініціативи університетів: «Переяслав-Хмельницький ДПУ ім. Григорія Сковороди» та Центральноукраїнський національний технічний університет. (м. Кропивницький).
У 2017 році українська нумізматика збагатилась новим професійним академічним виданням, — світ побачив перший номер журналу «Український Нумізматичний Щорічник», який створено зусиллями провідних нумізматів України, Польщі, Словаччини, Німеччини та Білорусі. Засновниками видання стали: Інститут історії НАН України, ДВНЗ «Переяслав-Хмельницький ДПУ ім. Григорія Сковороди» та Центральноукраїнський національний технічний університет.
При ДВНЗ «Переяслав-Хмельницький ДПУ ім. Григорія Сковороди» діє структурний підрозділ — Центр дослідження проблем нумізматики та історії грошового обігу.

### Розвиток нумізматики в Росії
Вагомий внесок у розвиток світової нумізматики зробили російські колекціонери і дослідники. Писемні джерела зберегли відомості про перші колекції в Московській Русі. Відомо, що візантійські монети знаходились у скарбниці патріарха Нікона. Наприкінці XVII століття згадується московський збирач піп Федір. У 1661–1662 роках в Москві австрійський дипломат Август Маєрберг бачив старовинні руські та російські монети, у тому числі монету київського князя Володимира.
Колекціонування монет у Російській державі особливо поширилось у XVIII столітті. Колекціонерами-нумізматами були Петро I (1689–1725 роки), генерал-фельдмаршал Олександр Меншиков, дружина Павла I Марія Федорівна, княгиня О. В'яземська та інші. У заснованому Петром І в 1714 році першому російському музеї — Кунсткамері важливе місце посідала нумізматика. Визначним нумізматичним центром світового рівня став заснований Катериною II Ермітаж.
Першим каталізатором розвитку нумізматики у Росії стають наукові Нумізматично-археологічне (у Санкт-Петербурзі, засноване 1846 року) і Московське нумізматичне товариства (засноване 1888 року) та їхні періодичні видання.
Після 1917 року основні нумізматичні дослідження зосереджуються в Москві й Ленінграді. При Академії історії і матеріальної культури створюється комісія з нумізматики та гліптики. Із 1960-х років в РРФСР почав виходити перший фаховий часопис з нумізматики — «Нумизматика и эпиграфика» (у Москві вийшло 17 випусків).

## Галерея

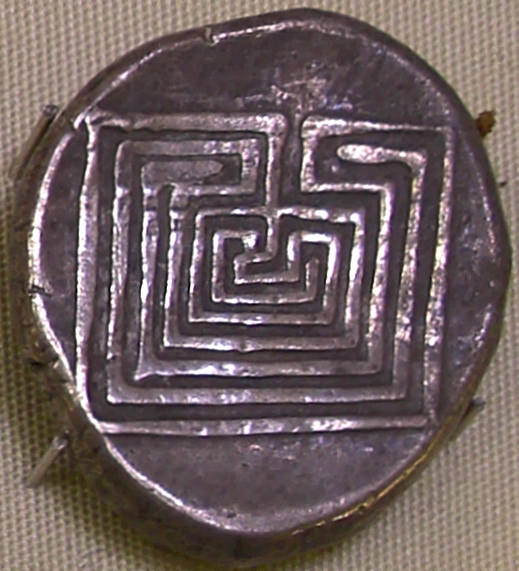
Давньогрецька монета із зображенням лабіринту Мінотавра, Кносс
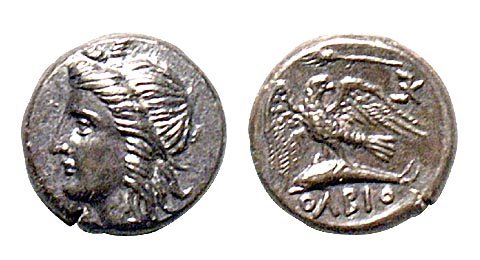
Статер з Ольвії
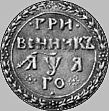
Гривеник початку XVIII століття
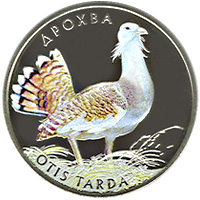
Українська пам'ятна монета Дрохва